# Bulwick
Bulwick is een civil parish in het bestuurlijke gebied East Northamptonshire, in het Engelse graafschap Northamptonshire met 171 inwoners.